# Université d'État de New York à Albany
L'université d'État de New York à Albany (en anglais, State University of New York at Albany, communément connue comme l'université à Albany, SUNY Albany ou UAlbany) est une université publique située dans la capitale de l'État de New York. C'est un des campus de l'université d'État de New York.

## Historique
Fondée en 1844, l'université de l'État de New York à Albany est une institution internationalement reconnue. Elle dispose de trois campus : les campus Uptown et Downtown à Albany et un campus à East Greenbush. Elle compte 18 000 étudiants en neuf facultés et collèges.

## Personnalités liées à l'université

### Professeurs
- Pierre Joris
- Yusef Komunyakaa
- Susan Howe, enseignement de la poésie
- Jerome Rothenberg, enseignement d'arts plastiques

### Étudiants
- Adele Marion Fielde, essayiste, sinologue
- C. S. Giscombe, (né en 1950), poète, romancier, essayiste, éditeur, universitaire